# Costale groeven

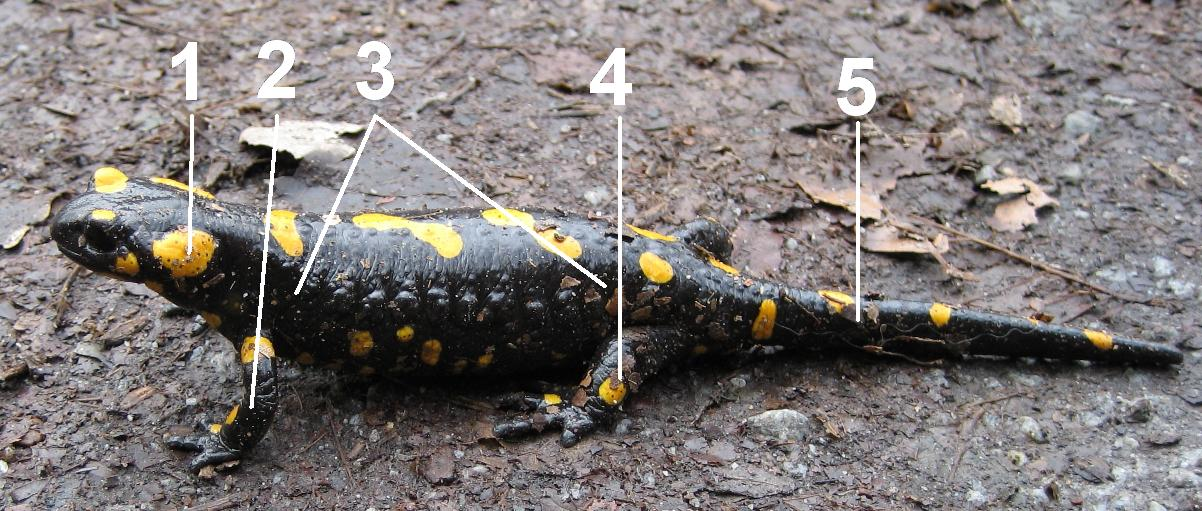
Costale groeven bij de vuursalamander (3).

Costale groeven zijn de groeven aan de flanken van salamanders die worden veroorzaakt door de van elkaar afstaande ribben. Het tellen van de costale groeven is bij veel salamanders een belangrijke determinatiesleutel. Het aantal groeven kan per soort variëren maar ligt meestal dicht bij elkaar.